# Bete-bendi
Pour les articles homonymes, voir Bete.
Pour langue soudanique, voir Bendi.
Le bete-bendi, aussi appelé bette-bendi ou dama, est une langue nigéro-congolaise du groupe des langues bendi parlée au Nigeria.

## Utilisation
Le bete-bendi est parlé par environ 100 000 personnes de tous âges en 2006, principalement dans les zones de gouvernement local de Boki, Obanliku, et Obudu, dans l'État de Cross River au Nigeria. Il est surtout utilisé à la maison, quelques personnes âgées sont monolingues, et le taux d'alphabétisation de cette langue pour les personnes l'ayant comme langue maternelle est très faible.
Ses locuteurs parlent également l'anglais et le pidgin nigérian et il est utilisé comme langue seconde par les locuteurs de l'obanliku, de l'ukpe-bayobiri, de l'alege et de l'ubang.

## Caractériques
Le bete-bendi fait partie des langues bendi, un groupe de langues nigéro-congolaises, qui ont été classées parmi les langues cross river (c'est encore le cas pour Ethnologue), mais pour Roger Blench (en) et d'autres linguistes, elles font plutôt partie des langues bantoïdes méridionales (Glottolog reprend cette classification).
Il existe une similarité lexicale de 64  à   72 % avec l'obanliku, de 35 % avec l'ukpe-bayobiri, et de 30 à 33 % avec l'alege et l'ubang.

### Dialectes
Il existe les dialectes du bété (bette, mbete) et du bendi. Ils sont intelligibles et le bété a une similarité lexicale de 82 % avec le bendi,,.

### Écriture
Le bete-bendi s'écrit avec l'alphabet latin.
Des ouvrages religieux ont été publiés en bete-bendi, dont notamment : la traduction de la liturgie catholique en 1942 par J. U. Odey, plusieurs tracts de la Scripture Gift Mission de Londres, la traduction du Nouveau Testament Kushia unim ahwu ufufe par la New York International Bible Society en 1982 ou encore Ukem agwoh le Annah Ujesu Kristi une autre traduction de liturgie catholique par Atemgweye Unimna.
Des ouvrages d’alphabétisation ont aussi été publiés dont notamment l’abécédaire Ma Li Bo Ushia 1 2 3 de Ruby Peterson et Irene Crane. 